# Détrintsen
Détrintsen was de drieëntwintigste tsenpo, ofwel koning van Tibet. Hij was een van de legendarische koningen en was laatste op rij van de acht middenkoningen met de naam Dé (100-300). Na hem volgden de vijf verenigende koningen met de naam Tsen.